# Arbat (straat)

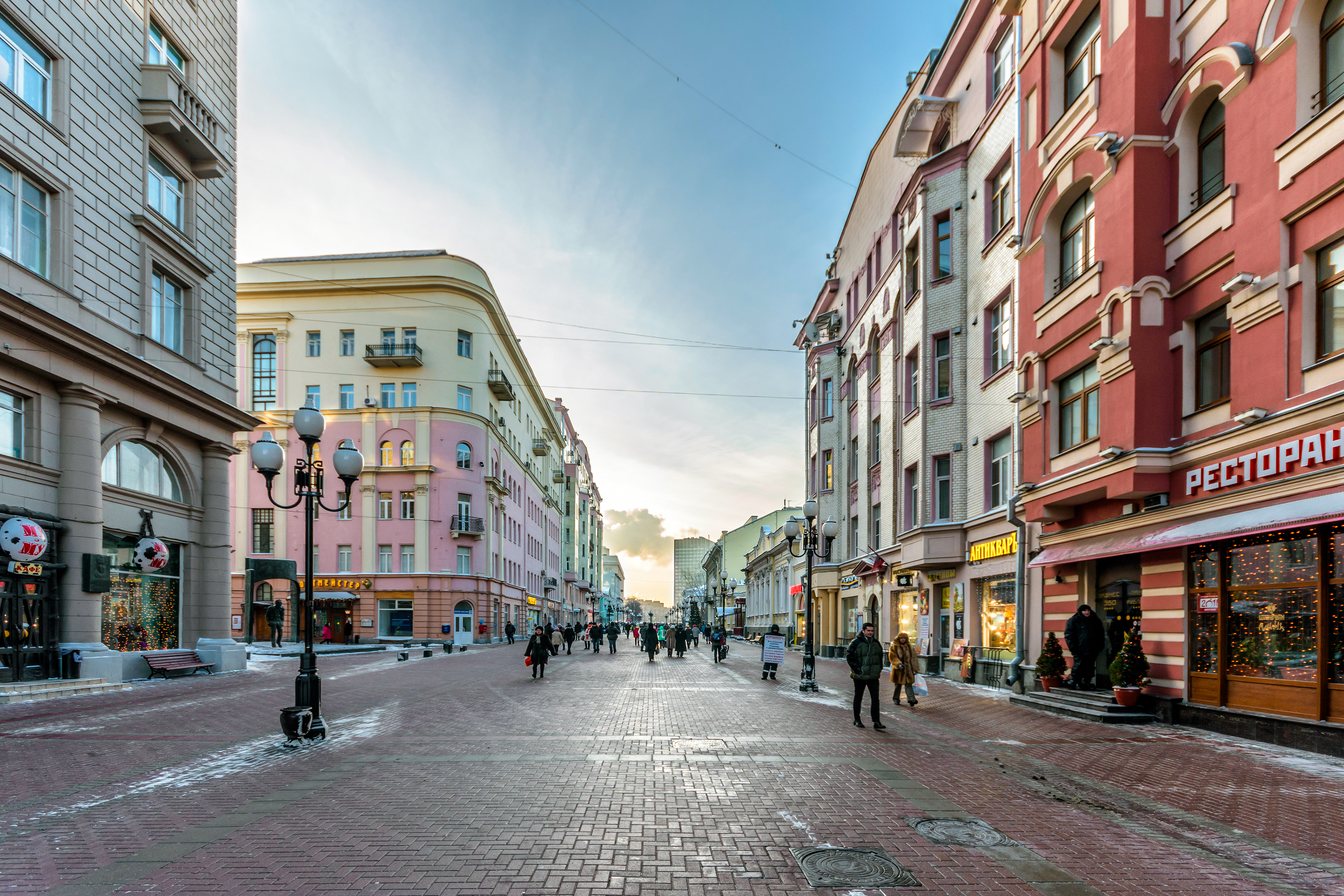
Arbat in de winter.

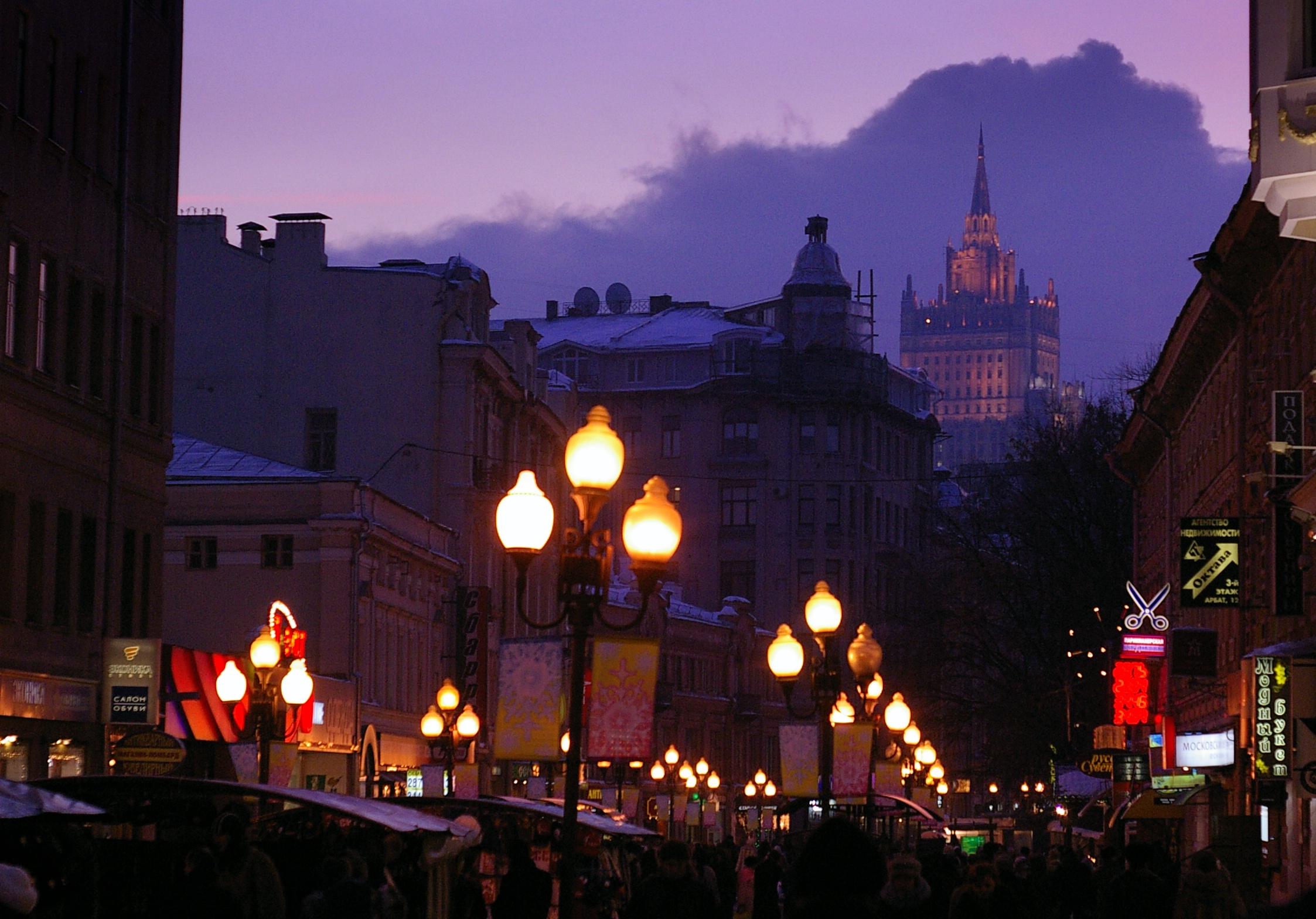
Arbat 's nachts.

De Arbat (Russisch: Арба́т) is een van de bekendste straten van Moskou. De straat ligt in het centrum, ten westen van het Kremlin, en loopt, vanaf het Kremlin gezien, van het Arbatsplein tot aan de Tuinring, niet ver van het Smolenskplein. De straat staat bekend als de plaats om Russische souvenirs te kopen. Over de prijs valt te onderhandelen en toeristen komen hier ook graag om een set matroesjkapoppen te kopen.
De eerste schriftelijke vermelding dateert uit 1493, in de beschrijving van een grote brand. Arbat is een toponiem dat niet eenduidig kan worden verklaard, wat op zichzelf al een aanduiding is voor de oude herkomst. Er bestaat een drietal etymologieën:
1. Van het Arabische arbat, rabat 'buitenwijk'
2. Een variant op het Russische gorbat 'knik, buiging'
3. Van het Turkse arba 'wagen, kar'
De Arbat in de hoedanigheid van straat bestaat in ieder geval sinds 1592, toen er een ring om de stad heen gebouwd werd, de Zemljannoj val. In de loop van de 17e eeuw kreeg de Arbat het karakter van een straat met veel handel en nijverheid. Op order van tsaar Alexis van Rusland werd de straat officieel hernoemd tot Smolenskaja, tijdelijk, zo zou later blijken aangezien deze naam niet lang heeft kunnen beklijven.
De Arbat was lang het woongebied voor de onderklasse. Dit veranderde in de loop van de 18e eeuw, toen de adel en rijke burgers Arbat en haar omgeving te zien als het meest prestigieuze woongebied van Moskou. Na de revolutie kwamen veel gebouwen in handen van communistische leiders en partij-instanties. Tijdens de communistische periode werd een aantal kerken verwoest en werd aan het einde van de straat het reusachtige gebouw van het Ministerie van Buitenlandse Zaken neergezet, een van de Zeven Zusters. Sinds 1985 is de Arbat een voetgangersstraat. Vanaf die tijd, die samenvalt met het begin van de perestrojka, begon de Arbat een verzamelplaats voor kunstenaars, hippies en 'andersdenkenden' te worden. Na het uiteenvallen van de Sovjet-Unie is de Arbat verworden tot een toeristische straat.
Zowel Aleksandr Poesjkin als Andrej Bely heeft aan de Arbat gewoond. Beide huizen zijn nu een museum. Verder is er een gedenkmuur voor de cultzanger Viktor Tsoi. De straat is verder vereeuwigd in de roman Kinderen van de Arbat (Дети Арбата) van Anatoli Rybakov.